# Homole (Javoří hory, 783 m)
Homole (polsky Kozi Róg) je hora v hraničním hřebeni Javořích hor, severně od obce Vižňov. Dosahuje nadmořské výšky 783 metrů. Vrchol leží na hranici České republiky a Polska. Další hora stejného názvu Homole, známá také pod jménem Sopka, se nalézá v jihovýchodní části pohoří.

## Hydrologie
Hora náleží do povodí Odry. Vody odvádějí přítoky Stěnavy, např. Dobrohošťský potok a další.

## Vegetace
Hora je převážně zalesněná, jen místy najdeme menší paseky. Většinou se jedná o smrkové monokultury, méně se dochovaly lesy smíšené nebo listnaté. Potenciální přirozenou vegetací jsou na většině míst hory horské bučiny, tedy bučiny s výskytem určitého množství přirozeného smrku ztepilého.

## Ochrana přírody
Česká část hory leží v CHKO Broumovsko.